# Josep del Hoyo i Calduch
Josep del Hoyo i Calduch (Barcelona, 22 de juny del 1954) és un metge, comunicador, ornitòleg i editor català.
Després de llicenciar-se en medicina i cirurgia per la Universitat de Barcelona, entre els anys 1972 i 1975 realitzà diversos curt-metratges que guanyaren diversos premis. El 1984 inicià i conduí el multiguardonat programa Curar-se en salut en la primera etapa de TV3, i posteriorment col·laborà en els magazines Mag magazine, Com a casa i L'hora de Mari Pau Huguet.
L'any 1989 fundà l'editorial Lynx Editions, en la qual edità, entre molts altres llibres, Handbook of the birds of the world, enciclopèdia que recull totes les espècies d'ocells del món.
És el ciutadà espanyol que més espècies d'ocells ha vist: 8100.